# Nikolinki (obwód smoleński)
Nikolinki (ros. Николинки) – wieś (ros. деревня, trb. dieriewnia) w zachodniej Rosji, w osiedlu wiejskim Ponizowskoje rejonu rudniańskiego w obwodzie smoleńskim.

## Geografia
Miejscowość położona jest nad Czeriebiesną, 17 km od granicy z Białorusią, 2,5 km od drogi regionalnej 66N-1610 (66K-30 – Szmyri), 12 km od drogi regionalnej 66K-30 (Diemidow – Ponizowje – Zaozierje), 4,5 km od drogi regionalnej 66K-28 (Diemidow – Rudnia), 18 km od centrum administracyjnego osiedla wiejskiego (sieło Ponizowje), 27 km od centrum administracyjnego rejonu (Rudnia), 64,5 km od Smoleńska.
W granicach miejscowości znajduje się ulica Klukwiennaja (4 posesje).

## Historia
W czasie II wojny światowej od lipca 1941 roku wieś była okupowana przez hitlerowców. Wyzwolenie nastąpiło w październiku 1943 roku.
Uchwałą z dnia 20 grudnia 2018 roku w skład jednostki administracyjnej Ponizowskoje weszły wszystkie miejscowości zlikwidowanego osiedla wiejskiego Klarinowskoje (w tym Nikolinki).

## Demografia
W 2010 r. miejscowość zamieszkiwało 6 osób.